# Sharia

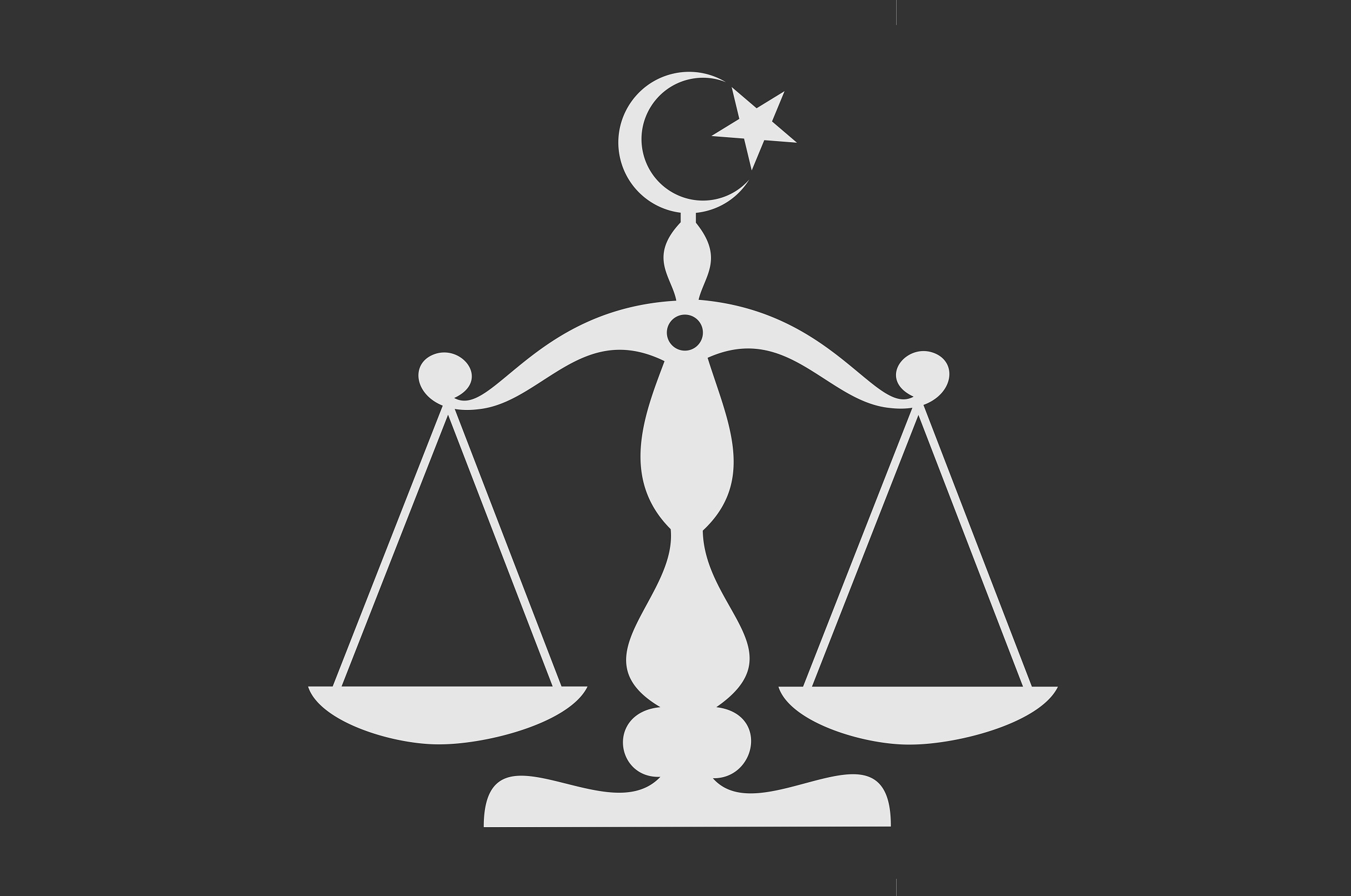
De weegschaal symboliseert de kern van gerechtigheid in de islam, waar daden nauwkeurig worden gewogen en beoordeeld. Dit concept wordt krachtig benadrukt in de Koran, zoals vermeld in Sūrah al-Zalzalah, 99:6-8: "Op die Dag zullen de mensen in verschillende groepen tevoorschijn komen om hun daden te zien. Dus wie iets goeds deed ter grootte van een mosterdzaadje, zal het dan zien. En wie iets kwaads deed ter grootte van een mosterdzaadje, zal het dan zien." Deze verzen benadrukken het geloof dat elke goede en slechte daad, hoe klein ook, door Allah zal worden beoordeeld, waarbij de weegschaal een krachtig symbool is voor deze goddelijke rechtvaardigheid.

Sharia (Arabisch: شريعة sjarī'a) is een Arabisch woord dat zoveel betekent als "de islamitische wet" of "de wet van God" en het betekent letterlijk 'weg naar de bron', ook: 'gebaande weg', 'wet' en 'rite'. Een Nederlandse term is islamitisch recht. De sharia lijkt in een aantal opzichten op de joodse halacha.

## Geen recht in westerse zin
Het islamitisch recht is geen recht in westerse zin. Er is geen sprake van wetboeken die bedoeld zijn om conflicten te voorkomen en, in het uiterste geval, te beslechten. De sharia is in de eerste plaats een religieuze plichtenleer die het menselijk handelen in wereldse en religieuze zaken bepaalt, zowel in de relatie van mensen onderling als van mens tot God. Hoewel het eindoordeel over het menselijk handelen door de Koran bij God gelegd wordt, omvat de sharia ook sancties om het juiste handelen af te dwingen wanneer daar een maatschappelijk belang mee is gediend. Islamologen als Urbain Vermeulen beschrijven de islam overigens eerder als een rechtssysteem dan een godsdienst omdat in die gebieden waar de islam zich heeft kunnen vestigen als meerderheidsgodsdienst er nooit een dichotomie heeft bestaan tussen religieus-eschatologische en ethisch-juridische aspecten.
Ondanks diverse pogingen is de sharia nooit gecodificeerd, waardoor details steeds opnieuw - en soms met tegenstrijdige uitkomst - beredeneerd worden. In plaats van wetboeken gelden oudere uitspraken en juridische traktaten als basis voor rechterlijke beslissingen. De wetenschap die zich met het afleiden van rechtsregels bezighoudt, wordt fikh genoemd. Rechters (kadi’s) worden niet geacht jurisprudentie en traktaten tot in detail te kennen. Zij fungeren in de eerste plaats als arbiters. Komen zij er zelf niet uit, dan doen zij een beroep op een rechtsgeleerde (faqih), die op basis van de bronnen (Koran, soenna, idjma – overeenstemming van rechtsgeleerden – en qiyas – analogie –) een fatwa afgeeft.

## Varianten
Een belangrijk probleem bij de bespreking van het begrip sharia is dat de islamitische wereld geen eenstemmig leergezag kent, waardoor er vele, soms sterk uiteenlopende versies van het begrip sharia bestaan. Er kan wat dat betreft dus niet gesproken worden van 'de' sharia, net zomin als er sprake is van 'het recht' als geldend in de hele wereld. Toch wordt in de praktijk wel vaak van de sharia gesproken. In dit geval betreft het een abstract begrip ervan, of wordt aan een van de varianten ervan gerefereerd.
Doorgaans wordt verwezen naar de interpretaties van de madhahib of rechtsscholen. Er zijn vier soennitische en twee sjiitische rechtsscholen, met elk hun eigen interpretatie van de sharia. Voor veel actuele maatschappelijke vraagstukken worden verschillende en soms zelfs tegenstrijdige richtlijnen opgesteld.
De sharia heeft slechts betrekking op een beperkt aantal rechtsgebieden: familierecht, enkele strafrechtelijke delicten, oorlogs- en contractenrecht en tenslotte de juridische positie van niet-moslims en vrouwen binnen deze rechtsgebieden. Alle overige rechtsgebieden vallen onder de regelgevende bevoegdheid van de overheid (siyasa). Volgens Fazlun Khalid kent de sharia ook iets wat we met milieurecht zouden kunnen aanduiden.

## Fikh
Fikh wordt binnen de islam gezien als de jurisprudentie van de sharia. Letterlijk betekent dit 'het goede inzicht in iets hebben', het weten en het begrijpen van wat iets betekent. Fikh gaat zowel over islamitische rituelen als over het islamitisch recht. Binnen de verschillende rechtsscholen, madhhabs, kunnen verschillende ideeën over hetzelfde punt bestaan. De fikh wordt gebaseerd op vier bronnen: de Koran, de Soenna, analogie en consensus van rechtsgeleerden. Daarnaast bestaan enkele aanvullende principes.
De islamitische wetten worden op basis van vier bronnen afgeleid (in volgorde van hiërarchie) en gebruikmakend van naskh die eventuele tegenspraak opheft:
- De Koran;
- De Hadith, inclusief de uitspraken en het leven van Mohammed zoals overgeleverd door tijdgenoten van de eerste tot en met de derde generatie na Mohammed;
- Al-Qiyas, analogie en vergelijking met vroegere uitspraken van islamitische juristen op precedenten;
- IJma, consensus: de interpretatie, zoals bepaald door de meerderheid van islamitische geleerden van reputatie in een bepaald land.

## Menselijk handelen
Het brede toepassingsgebied van de sharia vindt zijn oorsprong in de overtuiging dat de wet in alles moet voorzien wat noodzakelijk is voor iemands geestelijke en lichamelijke gezondheid. De islam maakt daarbij geen onderscheid tussen het religieuze en het seculiere leven. Voor moslims zijn alle handelingen verdeeld in vijf categorieën:
1. Verplicht (فرض fard, of واجب wādjib) - het doen wordt beloond, het nalaten bestraft.
2. Aanbevolen, verdienstelijk (مندوب mandōeb, مستحب moestahabb of سنة soenna) - het doen wordt beloond, het nalaten niet bestraft.
3. Toegestaan (مباح moebāh حَلاَلْ halāl) - doen en laten worden beloond noch bestraft.
4. Laakbaar, afkeurenswaardig (مكروه makrōeh) - het doen wordt niet bestraft, het nalaten beloond.
5. Verboden (حرام harām) - het doen wordt bestraft, het nalaten beloond.

Bij fard wordt onderscheid gemaakt tussen individuele en gemeenschappelijke plichten (فرض العين fard al-`ayn en فرض الكفاية fard al-kifāya). Bij gemeenschappelijke verplichtingen volstaat het als een deel van de gemeenschap zich inspant. In de eerste categorie vallen bijvoorbeeld de salat, in de tweede categorie een begrafenis, waarbij het volstaat dat een aantal vrienden en kennissen het gebed voor de overledene en de teraardebestelling bijwoont. De aanwezigen hebben daarmee namens de gemeenschap aan haar verplichting voldaan.
Met straf en beloning wordt in dit verband in de eerste plaats bestraffing en beloning in spirituele zin bedoeld. Plichtsverzaking tegenover God blijft in de meeste gevallen een zaak tussen de gelovige en God. Moslims gaan ervan uit dat men voor zijn doen en laten op de Dag des oordeels rekenschap voor God aflegt en door God beloond ofwel bestraft wordt. Slechts in enkele gevallen is een strafmaat vastgesteld. Dat is voornamelijk zo wanneer er ook maatschappelijke belangen in het geding zijn, zoals bij alcoholgebruik.
Bij de uitvoering van een handeling is het van belang of de handeling met de juiste intentie (نية nīya) is verricht. Bij een juridische beoordeling zal een rechter een aantal zaken in aanmerking nemen, namelijk onder meer de vraag of iemand de intentie had een misdaad te begaan ('met voorbedachten rade'), of hij/zij meerderjarig is en bij zijn/haar volle verstand.
De basis van de verplichtingen van een moslim worden gevormd door de vijf zuilen van de islam.

## Deelgebieden

### Kledingvoorschriften

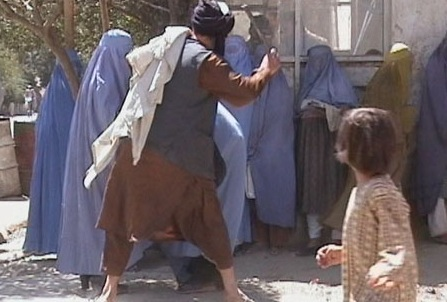
In de beelden die op 26 augustus 2001 in het geheim zijn opgenomen door de "Revolutionaire Vrouwenunie" in Afghanistan, wordt een vrouw in het openbaar gestraft met een stok door de religieuze politie voor het ontvouwen van haar boerka (gezicht).

Zowel voor mannen als vrouwen gelden richtlijnen met betrekking tot het uiterlijk en het lichaam, awrah. Een vrouw moet haar lichamelijke schoonheid voor mannen die geen directe familieleden zijn bedekken. Oudere, niet meer in een huwelijk geïnteresseerde vrouwen hebben meer vrijheden (Soera Het Licht 60). Mannen behoren ten minste het lichaam van de navel tot de knie bedekt te houden in het bijzijn van anderen en behoren baard en haar te verzorgen. Het is mannen niet toegestaan om goud of zijde te dragen; vrouwen mogen dit wel. In het algemeen geldt dat zowel mannen als vrouwen zich 'behoorlijk' dienen te kleden.
Over de mate van bedekking die voor vrouwen is voorgeschreven bestaan regionale en ideologische verschillen. Volledige sluiering, dus inclusief het gezicht, zoals bij de nikaab en boerka, was tot het begin van de twintigste eeuw vooral een stedelijk fenomeen. Op het land lagen echter vaak praktische eisen aan de kleding ten grondslag of werden voorislamitische gebruiken in stand gehouden. Soms wordt wel het gezicht bedekt, maar blijft het haar vrij. Bij de Touareg bijvoorbeeld bedekken de mannen het gezicht en laten de vrouwen het gezicht en soms ook het haar vrij. Er bestaan aanwijzingen dat in het Medina van Mohammed alleen vrije vrouwen het haar en eventueel het gezicht bedekten, terwijl slavinnen ongesluierd waren.
Soera Het Licht 31 en Soera De Partijscharen 59 gelden als bronnen die voor het gebruik van een hoofddoek pleiten. De Koran bevat geen teksten die het bedekken van het gezicht voorschrijven. Dit 'voorschrift' stoelt op het minderheidsstandpunt dat Soera De Partijscharen 53 niet alleen voor de vrouwen van Mohammed, maar voor vrouwen in het algemeen geldt.
Het kledingvoorschrift strekt zich uit tot niet-aanstootgevend gedrag en gedrag dat geen aanleiding geeft tot onwenselijke seksuele contacten. Er zijn Hadith bekend waarin moslims wordt gezegd zich te onderscheiden in hun kleding van de niet-moslims.

### Verhouding tussen mannen en vrouwen
In de islam zijn mannen en vrouwen complementair aan elkaar. Volgens bepaalde Koranexegeten moeten de betreffende passages worden gelezen in de geest van de tijd, waarin vrouwen in de openbare ruimte beschermd moesten worden. Het zou daarmee duiden op het streven naar een gelijkwaardige positie tussen mannen en vrouwen. Vrouwen beschikken dan ook vrijelijk over eigen geld en bezittingen en het is hen niet verboden betaalde arbeid buitenshuis te verrichten. Islamitische Juristen zijn het niet eens over de vraag of de vrouw verantwoordelijk gehouden kan worden voor het huishouden en de opvoeding van kinderen.
Mannen hebben een onderhoudsplicht tegenover vrouwen en kinderen; een echtgenoot, zoon of schoonzoon behoort hen in gelijke mate als zichzelf van onderdak, levensonderhoud en kleding te voorzien.
Huwelijken worden door een huwelijksovereenkomst (عقد النكاح aqd an-nikāh) tussen een wettelijke vertegenwoordiger (ولى wāli, in beginsel de vader) van de bruid, en de bruidegom in het bijzijn van ten minste twee getuigen gesloten. De getuigen moeten betrouwbare, volwassen moslims zijn die over hun volle verstandelijke vermogens beschikken. De wāli en de getuigen dienen zich (behalve volgens de sjafiitische leerschool) van de instemming van de bruid te overtuigen. Een huwelijk dat zonder instemming van de bruid gesloten is, is volgens de andere drie leerscholen onwettig. Een bruidsschat (مهر mahr of صداق sadāq), door de man aan de vrouw te geven, is een voorwaarde voor een geldig huwelijk op basis van Soera De Vrouwen 4: En geeft de vrouwen gewillig haar huwelijksgift. Als zij echter naar haar eigen behagen u er een gedeelte van kwijtschelden, geniet daarvan met genoegen en heilzaam gevolg. De bruidsschat wordt door de man aan de vrouw gegeven en kan dienen als noodvoorziening in geval van echtscheiding of overlijden van de man.
Een moslimman mag een christelijke of joodse vrouw huwen. Een christelijke of joodse man mag geen moslimvrouw huwen. De achterliggende gedachte is dat de man volgens de islam wordt gezien als het hoofd van het gezin voor de buitenwereld, waardoor de kinderen dan ook volgens de islam op zouden groeien. Een man mag maximaal vier vrouwen gelijktijdig huwen (polygynie), volgens Soera De Vrouwen 3: … huwt dan vrouwen die u behagen, twee of drie, of vier en als gij vreest, dat gij niet rechtvaardig zult handelen, dan één of wat uw rechter handen bezitten… Tafsir zou wijzen dat men met verschillende zaken rekening dient te houden. Zo staat in de aya dat er de voorwaarde is dat hij hen gelijk behandelt. Volgens velen is een gelijke behandeling binnen de islam feitelijk onmogelijk, en zou het impliciet een verbod behelzen. Ook dient men bij een huwelijk rekening te houden met de plaatselijke wetgeving, waardoor een polygynisch huwelijk meestal uitgesloten is.
Een sjiitische bijzonderheid is het tijdelijk huwelijk (متعة mut'a), dat minimaal een uur en maximaal 99 jaar kan duren. Het is een huwelijk zonder bruidsschat en de verder aan een huwelijk verbonden rechten, maar tegen betaling van een door de 'huwelijks'partners vastgestelde vergoeding. Dit is gebaseerd op een door Mohammed toegestane praktijk tijdens een langdurige veldtocht. Soennieten menen echter dat deze toestemming door Mohammed is ingetrokken en beschouwen het tijdelijk huwelijk als een gelegaliseerde vorm van prostitutie.
Wanneer een man ongehoorzaamheid vreest van zijn vrouw heeft hij volgens de Koran (Soera De Vrouwen 34) het recht haar te slaan. Volgens geleerden behelst dit het licht tuchtigen door middel van een lichte tik met een miswak, een takje dat gebruikt wordt om de tanden te reinigen. Een Hadith vermeldt dat Mohammed zijn afschuw uitsprak over het hardhandig slaan met de woorden: 'Hoe is het mogelijk dat iemand zijn vrouw slaat zoals je een wilde kameel slaat en vervolgens met haar wil slapen?'. Echter, volgens een andere Hadith wees Mohammed een man die zijn vrouw een groene plek had geslagen niet terecht. Daarnaast wordt er in een Hadith verhaald dat Mohammed Aisha sloeg.
Echtscheiding zou volgens een Hadith het meest verachtelijke zijn van wat God nog heeft toegestaan. Aan een scheiding behoort een proces van gesprek en bemiddeling door derden vooraf te gaan. Dat is voor mannen door middel van verstoting (talaq) redelijk eenvoudig, maar vrouwen kunnen een scheiding uitsluitend verkrijgen op basis van goede gronden, zoals mishandeling of bekering tot een ander geloof (ridda). Ook wanneer een man zijn echtelijke plichten niet nakomt of langdurig afwezig is zonder bekende verblijfplaats, is dit voor een vrouw zonder meer een geldige reden tot echtscheiding.
Een vrouw kan ook via een rechter echtscheiding verkrijgen wegens 'onverenigbaarheid van karakters' (choel). Mohammed heeft dit in een aantal gevallen toegestaan. Zij moet in dat geval wel bereid zijn de bruidsschat of een deel ervan terug te geven. Na een scheiding geldt een wachtperiode (idda) van driemenstruatiecycli voordat een vrouw kan hertrouwen om vast te stellen of de vrouw zwanger is (Soera De Koe 228). Voor prepuberale meisjes is deze periode drie maanden (Soera De Verstoting 4). De man blijft gedurende die tijd financieel verantwoordelijk. Voor een weduwe geldt een wachtperiode van vier maanden en tien dagen (Soera De Koe 234). De vrouw houdt ten minste gedurende de zoogtijd (in principe twee jaar) de zorg voor de kinderen.

### Erfrecht
Het islamitische erfrecht is nogal gecompliceerd. De basis werd gelegd in Soera De Vrouwen 11 en 12, waar in het bijzonder het erfdeel van vrouwen wordt bepaald. Dat wijst op een precisering of correctie van het voor-islamitische erfrecht.
In principe is het zo dat dochters één deel erven en zonen twee delen. Echtgenotes erven een achtste deel. Ook nog in leven zijnde ouders behoren tot de erfgenamen. De erflater heeft het recht maximaal een derde deel van zijn bezit bij testament aan derden te vermaken. Schulden worden niet vererfd.
Mannen hebben een onderhoudsplicht tegenover vrouwen en kinderen (zie paragraaf Verhouding tussen mannen en vrouwen). Met deze onderhoudsplicht wordt duidelijk waarom het erfrecht de man een dubbel deel van een vrouw toebedeelt; de vrouw beschikt over haar eigen vermogen, terwijl de man met zijn vermogen ook de plicht heeft anderen te onderhouden. Tegenwoordig komt het in islamitische landen steeds meer voor dat vrouwen ook aan het gezinsinkomen bijdragen. Progressieve moslims wijken daarom wel af van deze bepaling door een nalatenschap in gelijke delen voor mannen en werkende vrouwen te verdelen.

### Strafrecht
Strafrecht heeft in de islam grotendeels privaatrechtelijk karakter. Op moord staat bijvoorbeeld de doodstraf als maximale strafmaat, maar de nabestaanden van een slachtoffer bepalen of deze straf inderdaad wordt geëist of dat met zoengeld genoegen wordt genomen. De hoogte van zo'n bedrag komt vervolgens door onderhandeling tussen de partijen tot stand. Bloedwraak of eerwraak is verboden.
Een aparte status hebben de direct uit de Koran afgeleide verbodsbepalingen, de zogenaamde hadd-misdrijven (حد, mv. حدود hoedōed, grens). Dat zijn: ontucht en overspel (زناء zinā), valse getuigenissen in relatie tot ontucht en overspel, alcoholgebruik, diefstal en straatroof. Op diefstal staat amputatie van de rechterhand, bij recidive amputatie van de linkervoet als maximumstraf. Misdaden en de in de Koran vastgestelde strafmaat ('hudud') zouden volgens een Hadith voorkomen moeten worden. De Koran laat daarom altijd de mogelijkheid open om berouw te tonen om zo bestraffing te voorkomen. Soera De Tafel 38 schrijft bijvoorbeeld voor: Snijdt de dief en de dievegge de hand af, als straf voor wat zij misdeden, dit is een voorbeeldige straf van God. God is Almachtig en Alwijs. Daarop vervolgt aya 39: Maar degene, die na zijn overtreding berouw heeft en zich betert, God zal Zich zeker in barmhartigheid tot hem wenden; voorwaar, God is Vergevensgezind en Genadevol. Dit kan echter ook geïnterpreteerd worden als een wereldse uitvoering van de strafmaat en hemelse barmhartigheid.
Op overspel staat volgens Soera Het Licht 2 bestraffing met honderd stok- of zweepslagen voor beide betrokkenen, maar meestal wordt dood door steniging toegepast overeenkomstig de joodse wet (zoals vastgelegd in de Thora). Of dit inderdaad teruggaat op het voorbeeld van Mohammed is onduidelijk. Vast staat dat hij eenmaal dood door steniging heeft opgedragen in het geval van overspel van joodse onderdanen. Uit overleveringen blijkt dat Mohammed geen voorstander van het voltrekken van de dood door steniging was. Er is een verhaal bekend van een vrouw die aan Mohammed overspel bekende, waarbij hij haar een aantal keren wegstuurde met de opdracht vergiffenis te gaan vragen aan God. Pas nadat zij een aantal keren terug was gekeerd met het verzoek om haar te laten stenigen, heeft Mohammed daarvoor toestemming gegeven.
Soera De Vrouwen 15 heeft betrekking op niet nader gespecificeerde onzedelijkheden die bestraft worden met levenslange opsluiting of tot "God een weg voor hen opent" (mogelijk invrijheidstelling na oprecht berouw). In beide gevallen geldt echter dat vier getuigen van onbesproken gedrag de geslachtsdaad of de onzedelijkheid moeten hebben gezien, waardoor een correcte beschuldiging, correct proces en uitvoering van de bijbehorende straf nagenoeg onmogelijk is.
Op het afleggen van een valse getuigenis staan tachtig slagen, waarvan kan worden afgezien wanneer dat de wens is van de benadeelde. Bestraffing kan ook volgen na het afleggen van een bekentenis, die echter niet onder dwang verkregen mag worden. De rechter dient zich ervan te overtuigen dat de verdachten zich van de strafmaat bewust waren, voordat zij hun bekentenis aflegden en moet de verdachten de mogelijkheid geven hun bekentenis te herroepen, zelfs al zouden ze de waarheid gesproken hebben. Alleen in de malikitische leerschool geldt zwangerschap zonder getrouwd te zijn als rechtmatig bewijs van ontucht. Homoseksualiteit kan volgens bepaalde opvattingen als ontucht behandeld worden, waardoor openlijke homoseksualiteit met de doodstraf bestraft kan worden.
Het nuttigen van alcohol in het openbaar wordt volgens bepaalde opvattingen eveneens met tachtig slagen bestraft, straatroof met gevangenisstraf.
Illustratief voor het principe van strafvermindering in verband met verzachtende omstandigheden is de volgende overlevering:
De profeet berispte de eigenaar van een slaaf die vanwege honger graan had gestolen. De eigenaar wilde zijn slaaf straffen. De profeet zei: "Deze man had honger en jij hebt hem geen eten gegeven. Jij bent het die gestraft moet worden."
In overeenstemming hiermee heeft kalief Omar ibn al-Chattab gedurende een jaar van hongersnood een moratorium op het uitvoeren van amputaties vanwege diefstal afgekondigd. Hij ging ervan uit dat het de plicht van de gemeenschap was om de armen te voeden. Hielden mensen voedsel voor zichzelf, dan hadden degenen die geen voedsel meer hadden volgens zijn redenering het recht zich dat voedsel toe te eigenen.
Niet-moslims kunnen in de regel niet getuigen tegen moslims. In een aantal gevallen zijn getuigenissen van twee vrouwen vereist waar de getuigenis van één man zou voldoen. Dit laatste geldt ook voor getuigen bij het sluiten van overeenkomsten.

### Geloofsafval

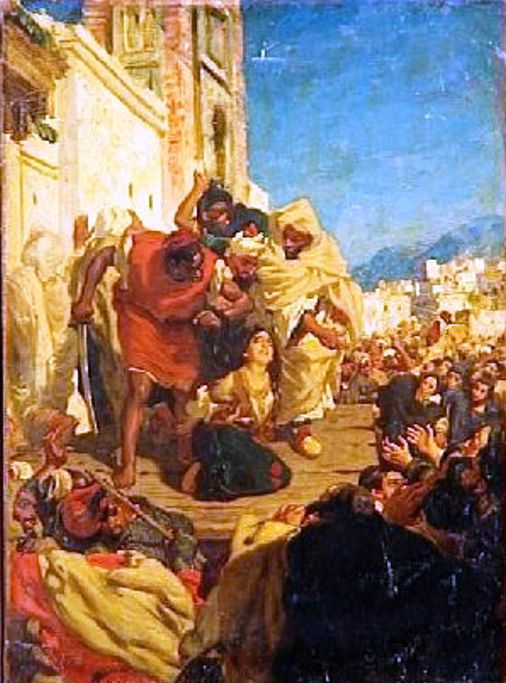
Executie van een Marokkaanse vrouw (Sol Hachuel) op grond van het verlaten van de islam (afvalligheid) schilderij van Alfred Dehodencq

Ridda is een term voor wanneer een moslim formeel afstand doet van de islam. Het is een theoretisch-juridische kwestie of geloofsafval binnen de islam bestraft wordt volgens een vaste straf (hadd).
Volgens het merendeel van de islamitische fikhgeleerden en theologen verdient een moslim die van het geloof afvalt de doodstraf, maar men verschilt van mening of dit gepleegde feit wel voldoende is om een oordeel te vellen en uit te voeren. Doorgaans moet eerst geprobeerd worden de afvallige terug te brengen tot het geloof. In tegenstelling tot diefstal of ontucht is ridda omkeerbaar, waarvoor dan geen vaste straf gegeven kan worden. Een afvallige dient zijn leven lang geadviseerd te worden terug te keren naar de islam, behalve als deze zich agressief ten opzichte van de islam opstelt. Een moslim zal zich dan eveneens vijandig opstellen tegenover de afvallige, maar zelfs dat is controversieel.

### Belastingen
De enige echt islamitische vorm van belasting, en tegelijkertijd een van de vijf zuilen van de islam is de armengave (زكاة zakāt), een vorm van vermogensbelasting, die tussen 2,5 % en 10 % bedraagt. Deze belasting is uitsluitend bedoeld als minimale vorm van structurele armenzorg.
Om de staatsuitgaven te dekken ontstonden er al gauw alternatieve vormen van belasting, waaronder de grondbelasting (خراج charādj). Religieuze minderheden (ذمّي dhimmi) droegen aan de staatsuitgaven bij via de jizyah.

### Spijswetten
Moslims mogen alleen vlees eten dat halal (toegestaan, Arabisch: حلال) is. Vlees dat niet halal is, is haram (حرام). Halal vlees is uitgebloed vlees van een dier dat volgens de islamitische rituele voorschriften geslacht werd. Het slachten is op die manier een vorm van offerande.
Vlees van carnivoren en van dieren die spontaan gestorven zijn, evenals het expliciet in de Koran vermelde varkensvlees, zijn enkel toegestaan wanneer er niets anders voorhanden is om in leven te blijven. Paardenvlees is niet verboden, doch het slachten van paarden is onder moslims niet gebruikelijk. Dieren die nog zogende jongen hebben evenals de zogende jongen zelf mogen niet geslacht worden. Het doden van een dier is enkel toegestaan voor consumptie of om het uit zijn lijden te verlossen indien het ziek of gewond is.
Alles wat uit de zee komt is zonder meer halal, het hoeft niet op een speciale wijze gedood te worden. De wetsscholen kennen kleine verschillen, bijvoorbeeld over de vraag of garnalen en muildieren toegestaan zijn voor consumptie.
Alle andere soorten voedsel (groenten, vruchten en dranken, met uitzondering van alcoholische dranken en verdovende middelen) zijn zonder bijzondere bewerkingen toegestaan voor consumptie.

### Landbouw en milieubescherming
De Koran legt bijzondere nadruk op (de schoonheid van) de natuur en bepaalt dat de mens die in beheer heeft gekregen en er zorgvuldig mee om moet gaan. Anderzijds wordt de mens aangemoedigd het land in gebruik te nemen voor voedselproductie. Degene die land ontgint heeft er het gebruiksrecht op. De staat kan land uitgeven ter ontginning. Uitputting van de bodem wordt echter veroordeeld. Schaarse hulpbronnen genieten bescherming. In navolging van Mohammed geeft de sharia overheden het recht om natuurreservaten (hyma) of zones met beperkt gebruiksrecht in te stellen. Het oprichten van non-profitorganisaties (waqf, mv. awqāf) voor het beheer van natuurgebieden wordt aangemoedigd. In Mekka en Medina gelden kapverboden en mogen geen dieren gedood worden omdat dit heilige grond is.

## Landen waar de sharia wordt toegepast

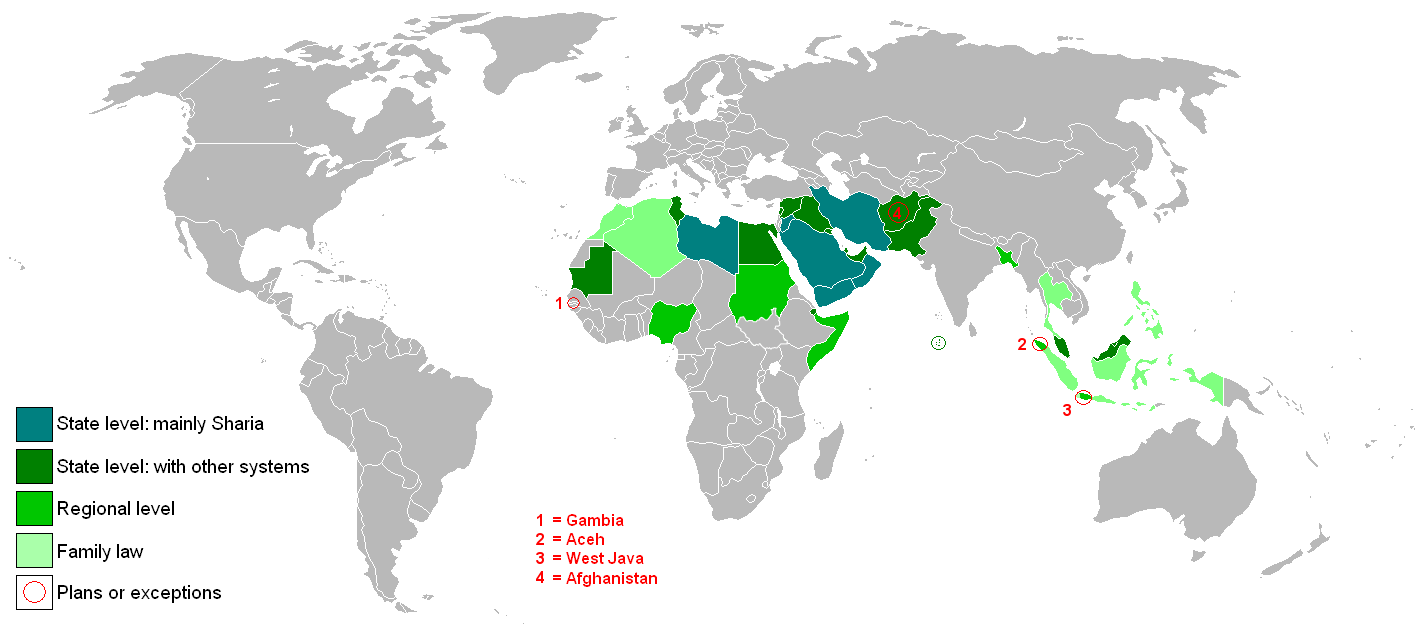
Landen met shariawetgeving wereldwijd

Momenteel bestaan er in zo'n 50 verschillende landen evenzovele interpretaties van de sharia, die deels rechtskracht hebben.
De meeste landen in het Midden-Oosten en Noord-Afrika kennen een duaal rechtssysteem met religieuze en seculiere rechtbanken. Welk systeem wordt toegepast kan afhangen van de aard van de zaak, en/of van de religie van de betrokkene(n). De religieuze rechtbanken behandelen voornamelijk familie- en erfrechtszaken. De hadd-misdrijven vallen in de meeste gevallen onder het seculiere recht, dat vaak gebaseerd is op de rechtsstelsels van de voormalige koloniale overheersers. Alleen in Iran en Saoedi-Arabië geldt integraal een vorm van de sharia en worden hadd-straffen opgelegd. Daarnaast gelden in veel landen nog verschillende vormen van gewoonterecht (oerf of adat).
Landen waar shariawetgeving op nationaal niveau (met uitzondering van Iran en Saoedi-Arabië in combinatie met gewoonterecht) van kracht is:
- Afghanistan, Iran, Jemen, Jordanië, Saoedi-Arabië, de Indonesische autonome provincie Atjeh

Landen waar shariawetgeving naast wetgeving naar westers model van kracht is:
- Brunei, Egypte, in toenemende mate Indonesië, Irak, Koeweit, Libanon, Libië, Maldiven, Maleisië, Mauritanië, Nigeria,[10][11] Oman, Pakistan, Qatar, Soedan, Somalië, Syrië en Tunesië.

Landen waar uitsluitend een vorm van islamitisch familierecht van toepassing is:
- Indonesië, Marokko

Er is een trend gaande dat meer islamitische landen (elementen uit) de sharia introduceren, bijvoorbeeld Indonesië, waar op lokale en regionale schaal vormen van shariawetgeving worden ingevoerd (provincie Atjeh, enkele regio's en steden in de provincie West-Java), maar andere landen, zoals Tunesië, passen hun rechtssysteem juist naar westerse maatstaven aan. In Afghanistan was het nationale rechtsstelsel na de verdrijving van de Taliban in ontwikkeling, maar dat is teruggedraaid nadat de Taliban wederom de macht hebben gegrepen in 2021.

## Islam en de niet-islamitische wereld

### Islamitische basiswaarden en UVRM
Velen ervaren een grote en onoverbrugbare tegenstelling tussen de sharia en de seculiere democratie. Daarbij wordt vaak gesproken over een conflict tussen de islam en het westen. Het is echter correcter om te spreken over een conflict tussen enkele hoofdstromingen binnen de islam en democratische staten. De meeste islamitische landen ondertekenden verklaringen waarin ze de Koran als een hogere norm beschouwen dan de UVRM, bijvoorbeeld de Universele islamitische verklaring van mensenrechten (1981) en de Cairo Declaration on Human Rights in Islam. Deze laatste is ondertekend door alle buitenlandministers van de leden van de Organisatie voor Islamitische Samenwerking.
De meeste islamitische staten ondertekenden dus zowel de UVRM als, recenter, verklaringen die met belangrijke aspecten van de UVRM botsen.
- Zie ook: Islam en mensenrechten en Universele islamitische verklaring van mensenrechten

### Sharia versus Europese democratie
Het Europese Hof voor de Rechten van de Mens in Straatsburg merkte in een arrest van 13 februari 2003 over de rechtmatigheid van een verbod voor de Turks-islamitische Refah partij op "dat de sharia niet verenigbaar is met de fundamentele principes van de democratie".
Op 29 juni 2004 oordeelde het Hof in een arrest over de rechtmatigheid van een verbod op het dragen van een hoofddoek bovendien "dat de bepalingen van de sharia, onder andere betreffende strafrecht, lijfstraffen en de positie van vrouwen in het geheel niet verenigbaar zijn met de seculiere rechtsstaat en de Conventie (= de Europese conventie voor mensenrechten)".

### Groot-Brittannië
De Britse jurist Sebastian Poulter onderzocht als een van de eersten in opdracht van de Engelse regering de mogelijkheden voor erkenning van het islamitische familierecht in het Britse recht. Een islamitische koepelorganisatie had daarom gevraagd. Poulter concludeerde dat islamitisch familierecht fundamenteel onverzoenbaar is met de rechtsbeginselen van de meeste Europese staten.

### Canada
Op basis van de Canadese Arbitration Act (1991) verkregen christenen, joden en moslims in de provincie Ontario in 2004 de mogelijkheid privaatrechtelijke kwesties (zoals echtscheidingen, voogdijschappen en erfeniskwesties) door een religieuze arbitragecommissie te laten beoordelen indien beide partijen daarmee instemden. De oordelen van dergelijke commissies waren bindend, voor zover ze niet in strijd met geldend Canadees recht waren. Daarmee had shariawetgeving in Canada beperkte rechtskracht gekregen. De Arbitration Act was bedoeld om het overbelaste Canadese rechtssysteem te ontlasten.
In september 2005 werd de Arbitration Act, mede op grond van internationale protesten van (islamitische) vrouwenorganisaties, zodanig gewijzigd dat religieus recht niet meer kon worden toegepast.

### Islamitisch bankieren
Islamitisch bankieren is een systeem van bankieren volgens de principes van de sharia. Met de opkomst van onder andere de Golfstaten en Maleisië als economische machten, heeft islamitisch bankieren wereldwijd aan invloed gewonnen. De transactie dient hierbij de door de sharia voorgeschreven ethiek te volgen, alsmede de islamitische regels voor de verschillende rechtshandelingen. In landen of bij toepassing van recht waar de sharia niet erkend wordt, dient te worden teruggevallen op nationaal recht. De transactie zal dan de regels van zowel nationaal recht als de sharia moeten volgen, maar slechts de nationaalrechtelijke normen kunnen worden afgedwongen. Een poging om Engels recht en de sharia naast elkaar van toepassing te verklaren in contractuele documentatie werd in het Beximco-arrest ongeldig verklaard omdat het Verdrag van Rome dit niet toestond: in een contract kon men slechts één toepasselijk rechtsstelsel kiezen en dit rechtsstelsel moest door een land zijn afgekondigd. Hoe het ook zij, islamitisch bankieren heeft zich een plaats verworven binnen de financiële dienstverlening.

## Kritiek
Sommige klassieke sharia-wetten worden vanuit Westers perspectief gezien als schendingen van mensenrechten. Bijvoorbeeld de legaliteit van oorlogen en de positie van krijgsgevangenen die als oorlogsbuit worden beschouwd, of het feit dat geslachtelijke gemeenschap tussen een slavin en haar meester wordt toegestaan als het volgens de regels van de Koran geschiedt.